# Patricia Elsener
Patricia Anne Elsener, później Homan (ur. 22 października 1929 w Oakland, zm. 29 września 2019) – amerykańska skoczkini do wody, dwukrotna medalistka olimpijska.

## Kariera sportowa
Na igrzyskach olimpijskich w 1948 w Londynie najpierw zdobyła brązowy medal w skokach z trampoliny, przegrywając jedynie ze swymi koleżankami z reprezentacji Stanów Zjednoczonych Vicki Draves i Zoe Ann Olsen, a po trzech dniach wywalczyła srebrny medal w skokach z wieży, ponownie za Draves, a przed Birte Christoffersen z Danii.
Była mistrzynią Stanów Zjednoczonych w skokach z trampoliny w 1946 i 1947.
W 2002 została przyjęta do International Swimming Hall of Fame.